# Agrilus viridis
Agrilus viridis es una especie de insecto del género Agrilus, familia Buprestidae, orden Coleoptera.
Fue descrita científicamente por Linnaeus, 1758.